# Verdun-sur-Garonne
Verdun-sur-Garonne település Franciaországban, Tarn-et-Garonne megyében. Lakosainak száma 4914 fő (2022. január 1.). Verdun-sur-Garonne Monbéqui, Saint-Sardos, Bessens, Grisolles, Aucamville, Mas-Grenier, Savenès, Dieupentale és Bouillac községekkel határos.

## Népesség
A település népessége az elmúlt években az alábbi módon változott:
| Lakosok száma | 4537 | 4727 | 4812 | 4764 | 4782 | 4808 | 4831 | 4866 | 4914 |
|               | 2013 | 2015 | 2016 | 2017 | 2018 | 2019 | 2020 | 2021 | 2022 |